# John A. Agnew
Pour les articles homonymes, voir Agnew.
John A. Agnew, né le 29 août 1949 à Millom, dans le comté de Cumbria en Angleterre, est un géographe américain d'origine britannique, professeur émérite de géographie à l'université de Californie à Los Angeles. 

## Biographie
John Agnew obtient une licence à l'université d'Exeter en 1970 et une qualification pour l'enseignement (cert.ed.) à l'université de Liverpool en 1971. Il poursuit ses études aux États-Unis, où il obtient un master de géographie à l'université d'État de l'Ohio en 1973 et son doctorat de géographie dans la même université, en 1976. Il est professeur à l'université de Syracuse (New York) de 1975 à 1995. Il enseigne ensuite à l'université de Californie à Los Angeles. De 1998 à 2002, il dirige le département de géographie de cette université.

## Activités éditoriales
Ses livres les plus connus sont Place and Politics (1987) et Geopolitics: Re-Visioning World Politics (2003). Il a été président de l’American Association of Geographers en 2008-2009 et rédacteur en chef adjoint des Annals of the Association of American Geographers. Il est corédacteur de la revue Geopolitics de 1998 à 2009. Il est l'actuel rédacteur en chef de la revue Territory, Politics, Governance.

## Prix et distinctions
- 2000 : Conférences Hettner, Université de Heidelberg[2]
- 2003-2004 : bourse Guggenheim
- 2017 : 
  - membre correspondant de la British Academy[4]
  - docteur honoris causa, Université d'Oulu
- 2019 : prix Vautrin-Lud[2]

## Publications
- « Deus Vult: The Geopolitics of the Catholic Church » (2010, Routledge), Geopolitics, Volume 15, n°1 January 2010, p. 39-61
- The SAGE Handbook of Geographical Knowledge, avec David Livingstone, (2010, Sage)  (ISBN 978-1-4129-1081-1)
- Globalization and Sovereignty (2009, Rowman & Littlefield)  (ISBN 0-7425-5678-6)
- The Geography of the World Economy (5th Edition, 2008, Oxford UP), avec Paul Knox & Linda McCarthy  (ISBN 0-340-94835-3)
- Berlusconi's Italy (2008, Temple UP), avec Michael Shin  (ISBN 1-59213-717-2)
- (co-dir.) Politics: Critical Essays in Human Geography, avec Virginie Mamadouh (2008, Ashgate),  (ISBN 0-7546-2690-3)
- Hegemony: The New Shape of Global Power (2005, Temple UP)  (ISBN 1-59213-153-0)
- (co-dir.) The Marshall Plan Today, avec J. Nicholas Entrikin (2004, Routledge)  (ISBN 0-7146-5514-7)
- Geopolitics: Re-visioning World Politics (2003, 2nd ed. Routledge)  (ISBN 0-415-31007-5)
- (co-dir.) A Companion to Political Geography, avec Katharyne Mitchell & Gerard Toal, (2003, Blackwell)  (ISBN 978-0-631-22031-2)
- American Space/American Place: Geographies of the Contemporary United States, avec Jonathan Smith, (2002, University of Edinburgh Press/Routledge)  (ISBN 0-415-93532-6)
- Making Political Geography (2002, Arnold/Oxford UP)  (ISBN 978-0-340-75955-4)
- Place and Politics in Modern Italy (2002, University of Chicago Press)  (ISBN 0-226-01051-1)
- Reinventing geopolitics: Geographies of Modern Statehood (2001, Franz Steiner Verlag)  (ISBN 3-88570-504-4)